# Aiways U5
De Aiways U5 is een elektrische SUV van het Chinese automerk Aiways. De U5 is in 2019 voor het eerst in productie gegaan en is de eerste auto van het bedrijf. De U5 wordt geproduceerd in Shangrao in China.
De U5 is onthuld tijdens de Auto Show van Peking in 2018 en werd oorspronkelijk in dat jaar getoond als conceptauto.

## Eigenschappen
Het voertuig heeft een batterijcapaciteit van 63 kWh en een bereik van 400 km (WLTP). De batterij kan op een DC-lader in 35 minuten worden opgeladen van 20% naar 80%, of op een AC-lader in 10 uur naar 100%.
De elektrische aandrijving heeft een maximaal vermogen van 150 kW en een koppel van 310 Nm. Hiermee kan de auto in 7,5 seconden accelereren van 0-100 km/u.

## Opties
De Aiways U5 is beschikbaar met de volgende veiligheidsopties:
- Rijbaanassistent
- File-assistent
- Dodehoek-detectie
- Noodremassistent
- Waarschuwingssysteem voor frontale aanrijding
- Adaptieve snelheidsassistent
- Grootlichtassistent
- Parkeerassistent

## Galerij

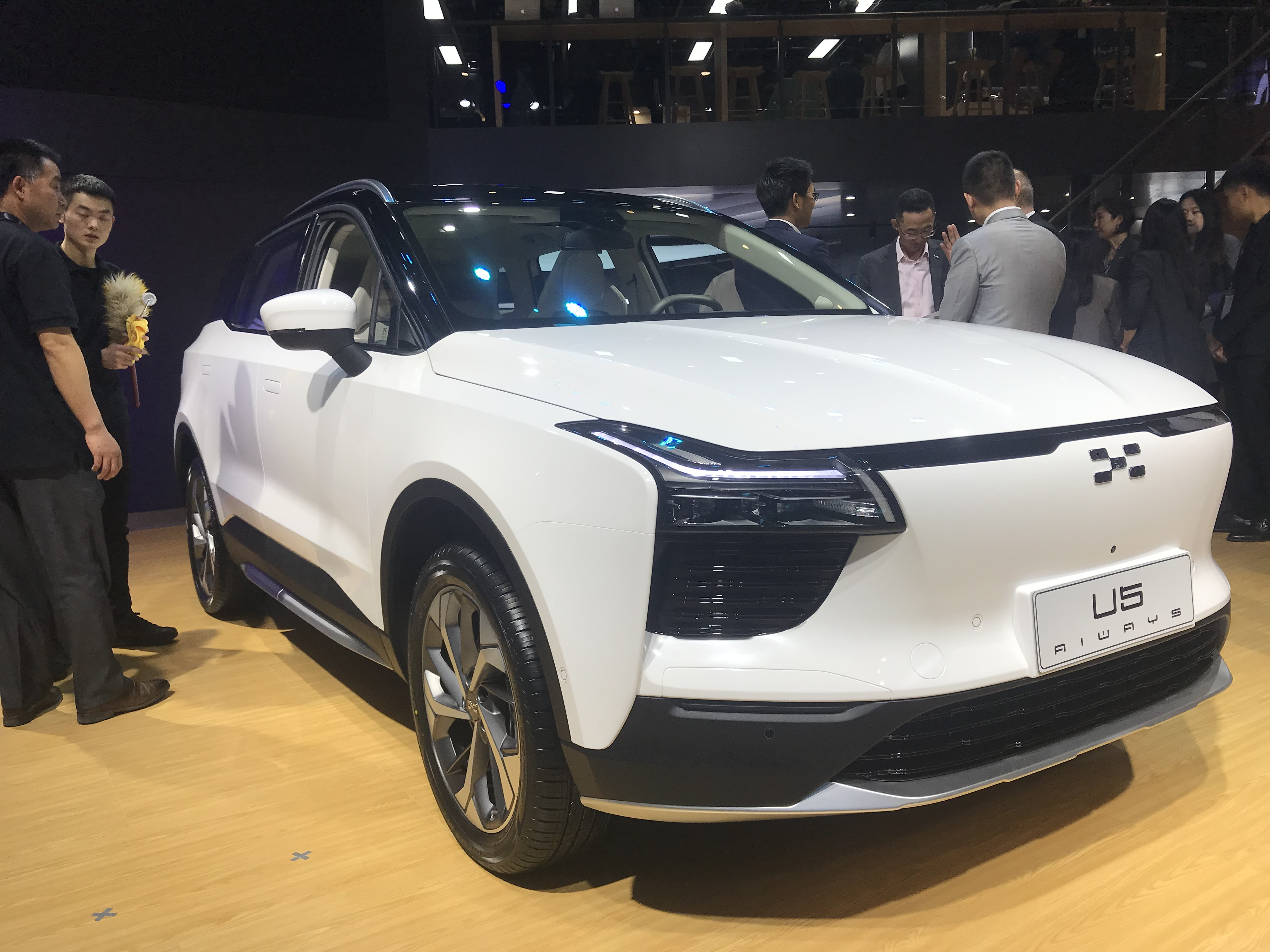
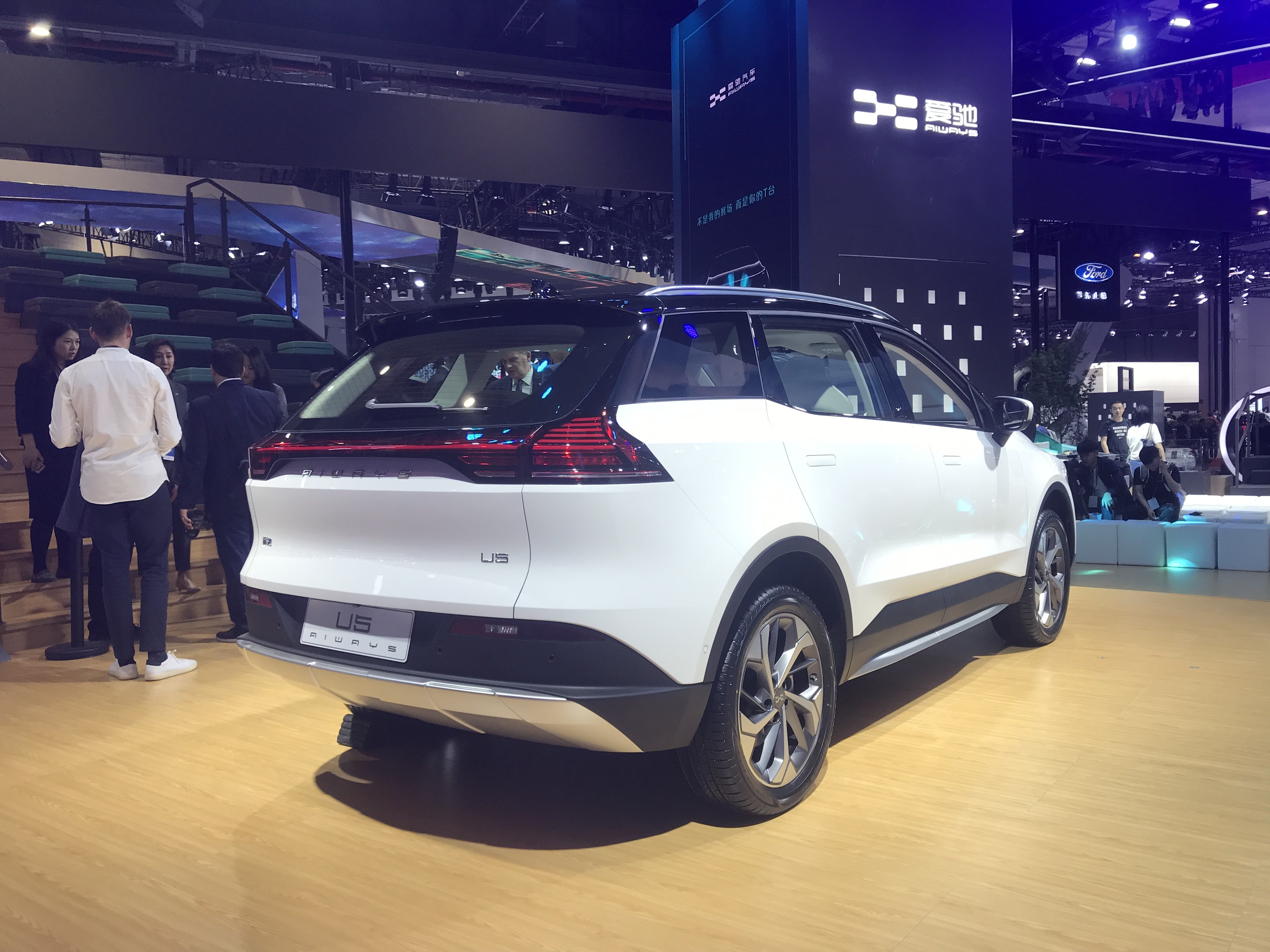
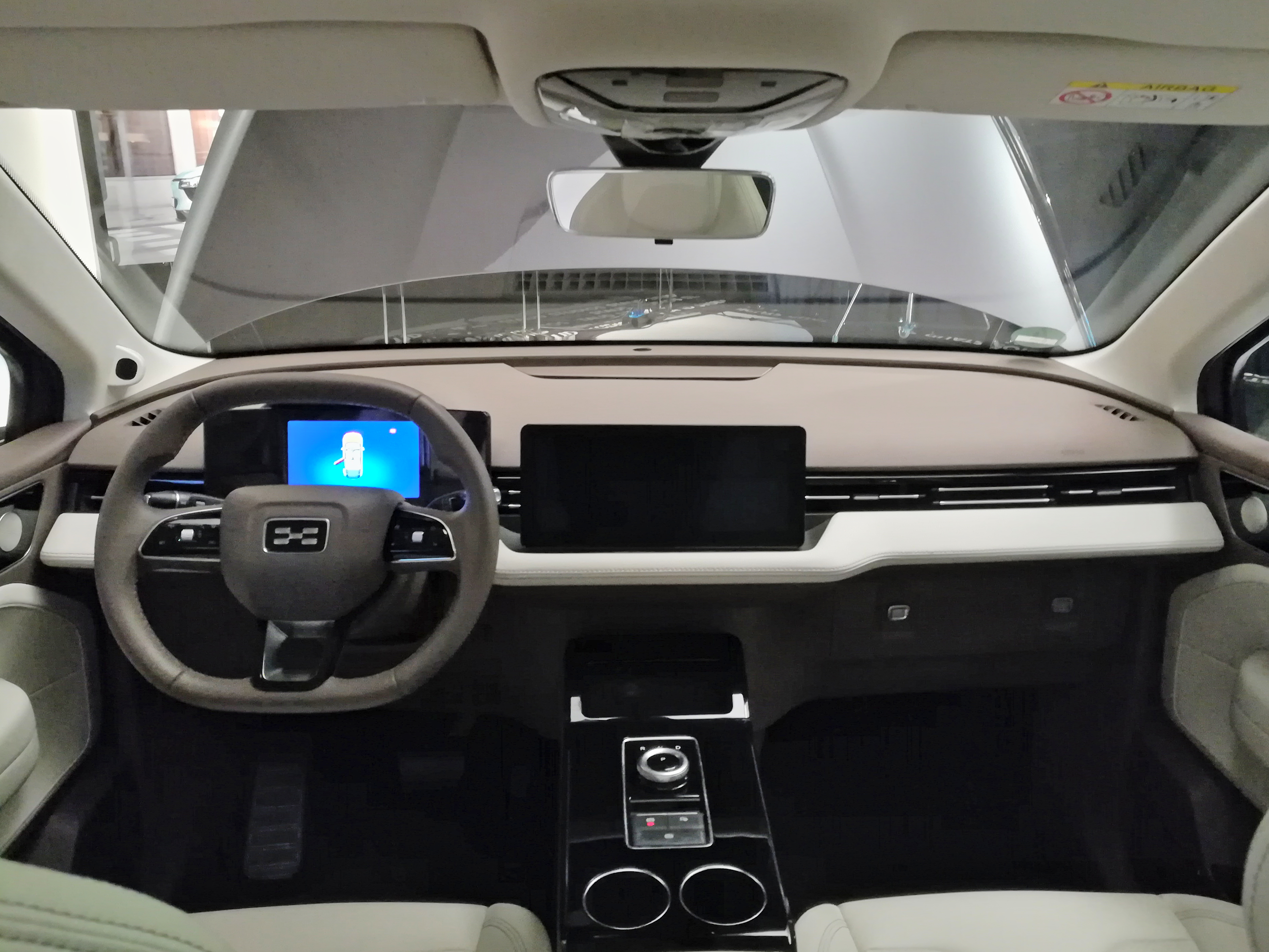